# Maurice Hamy
Pour les articles homonymes, voir Hamy.
Maurice Théodore Adolphe Hamy, né le 31 octobre 1861 et mort le 9 avril 1936, est un astronome français.
Il obtient le doctorat ès sciences en 1887 à la Faculté des sciences de Paris (Étude sur la figure des corps célestes). Élu membre de l'Académie des sciences en 1908, en remplacement de Jules Janssen, il en est le président en 1928. Il est également membre du Bureau des longitudes.
Il participa à la création de l'Institut d'optique théorique et appliquée (SupOptique).
Il est le neveu d'Ernest Hamy.